# (134002) 2004 VS9
(134002) 2004 VS9 – planetoida z pasa głównego asteroid okrążająca Słońce w ciągu 4 lat i 219 dni w średniej odległości 2,77 j.a. Została odkryta przez w programie Lowell Observatory Near-Earth-Object Search w Anderson Mesa Station. Nazwa planetoidy jest oznaczeniem tymczasowym.